# Skalär
Skalär (av franska scalaire, av senlatin scaláris, ’som hör till stege eller trappa’, av scalae, ’trappor’), används ofta inom matematik och fysik om storheter som kan beskrivas med hjälp av ett enda tal, till skillnad från vektorer av högre dimension än ett. Ofta uppfattas skalärer som storheter utan riktning, återigen till skillnad från vektorer. Inom elementär matematik är det därför vanligast att skalär används som en synonym till "reellt tal". Inom elementär fysik betecknar fart en skalär storhet av sorten längd/tid, men hastighet en vektoriell storhet av samma sort, därför att hastigheten också tänkes ha en riktning. Skalärer uppfattas ibland som vektorer av dimension ett eller som tensorer av nollte ordningen.
"Skalär" kan också i andra sammanhang användas för element i någon annan talkropp, till exempel som synonymt med komplext tal, eller som element i en allmän (algebraisk) kropp, eller ännu allmännare om element i en given kommutativ unitär ring. Mer formellt är i linjär algebra eller högre algebra skalärerna med avseende på ett linjärt rum A eller allmännare skalärerna med avseende på en modul A elementen i den kropp respektive den ring över vilken A är definierat. Uttrycket kan också användas för storheter som på ett naturligt sätt kan identifieras med elementen i kroppen eller ringen av skalärer, som elementen i ett ettdimensionellt linjärt rum respektive en fri modul av rang ett, med en given bas.
Ett viktigt exempel på det sista är när det linjära rummet eller modulen A också i sig själv har en struktur som unitär ring, med multiplikativ enhet e, säg, på ett sådant sätt att A blir en algebra över kroppen eller ringen av skalärer, och att λe ≠ 0 för varje nollskild skalär λ. Elementet λe kan då på ett naturligt sätt identifieras med λ, och därför uppfattas som en skalär. Därför kallas ibland ett reellt tal gånger en enhetsmatris för en skalärmatris, och realdelen av en kvaternion för skalärdelen.

## Ordets ursprung
Ordet skalär kommer från det latinska ordet scala som betyder stege. Enligt ett citat i Oxford English Dictionary beskrevs termen första gången (av W. R. Hamilton 1846) just med avseende på kvaternioner:
"Den algebraiska realdelen kan anta, beroende på sammanhanget i vilken den förekommer, alla värden på tallinjen (the one scale of progression of numbers) från negativ till positiv oändlighet; vi ska därför kalla den skalär del."

## Skalärer inom matematiken
Formellt och allmänt gäller att om R är en kommutativ unitär ring, så definieras en modul A över R som en additiv abelsk grupp A tillsammans med en multiplikation med skalärer, det vill säga en funktion μ : R×A → A, som man normalt betecknar med sammanskrivning (alltså ra i stället för μ(r, a)), och som för alla r och s i R och alla a och b i A uppfyller
{\displaystyle r(a+b)=ra+rb,\ (r+s)a=ra+sa,\ (rs)a=r(sa),}
samt att
{\displaystyle 1_{R}a=a,}
där 1R är det multiplikativa enhetselementet i R. I detta sammanhang kallas elementen i R skalärer.

## Skalärer inom fysiken
Inom fysiken används skalärer för att representera en fysikalisk kvantitet, något som har en storlek (exempelvis tid, volym), men inte någon riktning. En skalär kvantitet kan också beskrivas som en kvantitet som är invariant vid rotation och andra ortogonala transformationer (på koordinatsystemet), eller, i samband med relativitet, något som är invariant vid Lorentztransformation.
Exempel på ytterligare några (icke-relativistiska) skalära kvantiteter:
- elektrisk laddning
- avstånd
- energi
- massa
- effekt
- fart
- temperatur
- arbete

### Pseudoskalär
Inom fysiken används också pseudoskalärer. Dessa uppkommer då pseudovektorer kombineras med varandra. Ett exempel är trippelprodukten A = B · C × D där B, C och D är pseudovektorer. Med pseudovektorer kan volymen, som trippelprodukten geometrisk representerar, bli negativ! En pseudoskalär är inte alltid invariant vid ortogonala transformationer (på koordinatsystemet), till exempel vid en oegentlig rotation.